# Cordt von Brandis

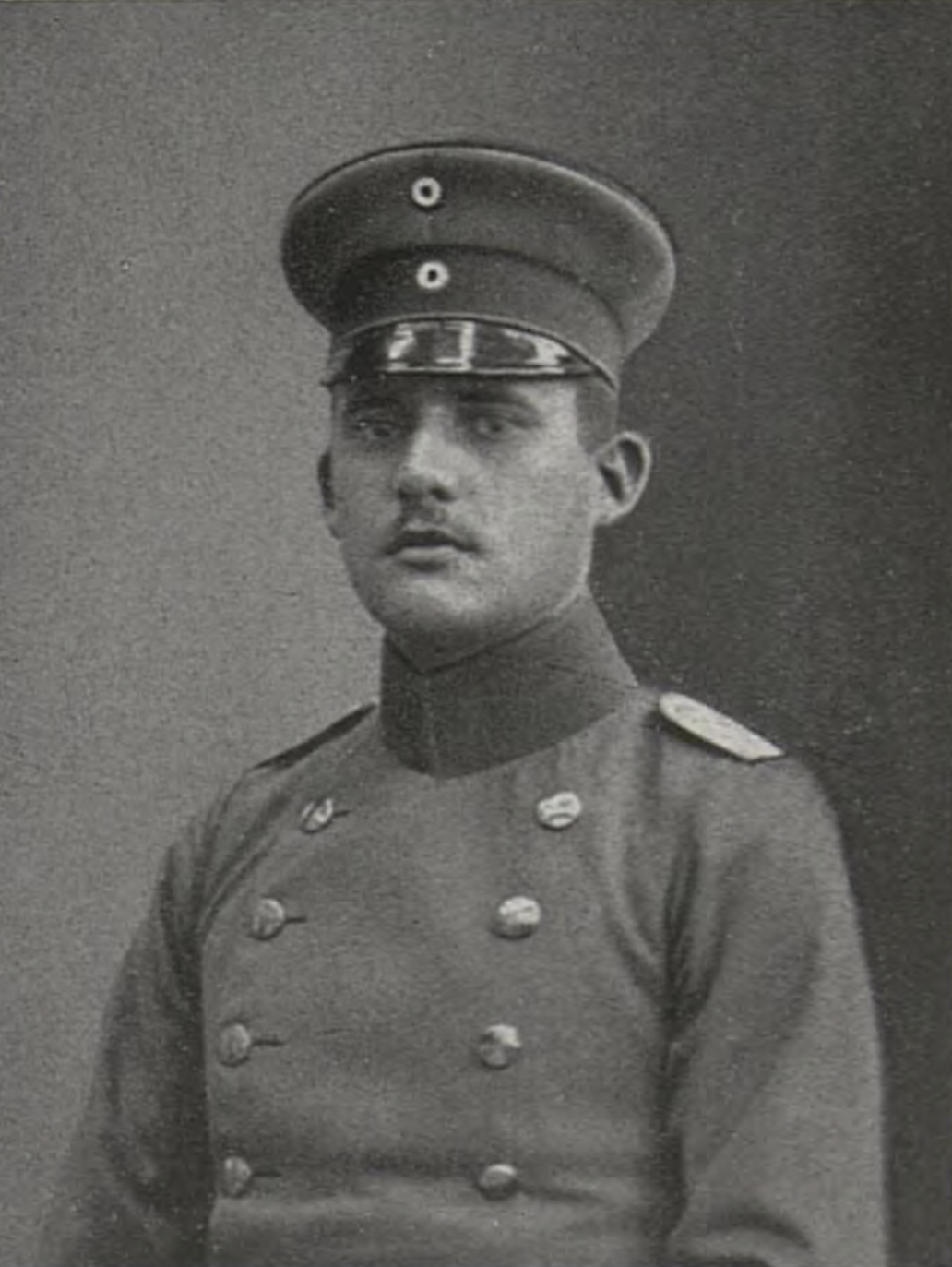
Cordt von Brandis (Vorkriegsaufnahme)

Cordt von Brandis (* 4. Oktober 1888 in Eimbeckhausen; † 11. Juni 1972 in Barendorf) war ein deutscher Offizier und Freikorpsführer.

## Leben
Cordt von Brandis war ein Sohn des Landwirts Hermann von Brandis (1843–1934) und der Julie Heise (1856–1943). Er trat nach dem Besuch der Kadettenanstalten Naumburg und Groß-Lichterfelde am 19. Juni 1908 als Leutnant in das Infanterie-Regiment „Großherzog Friedrich Franz II. von Mecklenburg-Schwerin“ (4. Brandenburgisches) Nr. 24 der Preußischen Armee in Neuruppin ein.

### Erster Weltkrieg
Mit dem Ausbruch des Ersten Weltkriegs kam Brandis zunächst an der Westfront zum Einsatz und übernahm am 4. September 1914 die Führung der 1. Kompanie. In der Folgezeit wurde Brandis mehrfach verwundet und übernahm nach seiner Gesundung und Beförderung zum Oberleutnant am 25. Februar 1915 die 8. Kompanie. Nach seiner zwischenzeitlichen Verlegung nach Serbien trat das Regiment Anfang 1916 wieder an der Westfront vor Verdun an.

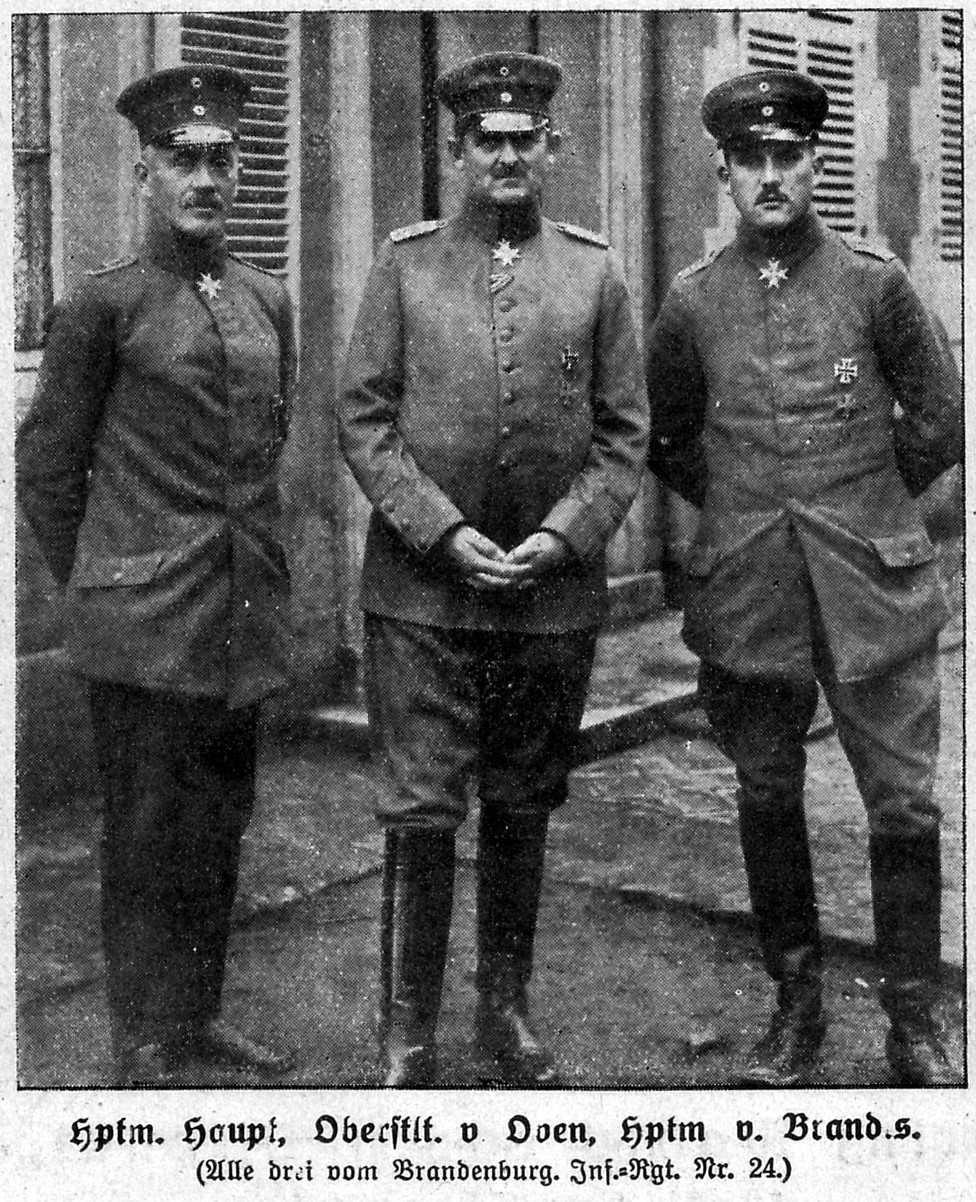
Hauptmann Hans-Joachim Haupt, Oberstleutnant Georg von Oven, Hauptmann Cordt von Brandis (rechts)

Bekannt wurde Brandis vor allem dadurch, dass er am 14. März 1916 mit Hans-Joachim Haupt den Orden des Pour le Mérite für die Erstürmung des Fort Douaumont erhalten hatte und als Eroberer des Forts galt. Später kam es in der Erinnerungsliteratur über die Schlacht um Verdun in den 1920er- und 1930er-Jahren zu einem erbitterten Streit unter verschiedenen Beteiligten und Autoren darüber, ob die Ehrung von Brandis’ gerechtfertigt sei oder andere Soldaten dabei übervorteilt wurden.
Am 1. Juli 1917 folgte seine Versetzung zum Stab der Heeresgruppe Deutscher Kronprinz und am 18. August 1917 seine Beförderung zum Hauptmann. Kurz darauf ernannte man ihn zum Kommandeur des II. Bataillons seines Stammregiments, das er bis zum Kriegsende führte.

### Freikorps Brandis im Baltikum
Nach seiner Rückführung in die Heimat und Demobilisierung bildete Brandis Anfang 1919 bei Neuruppin das nach ihm benannte Freikorps Brandis, das zunächst organisatorisch zu der Ende Januar in Berlin neu aufgestellten 1. Garde-Reserve-Division gehörte und zunächst aus einem verstärkten Bataillon mit drei Schützenkompanien, einer MG-Kompanie und einer Batterie 10,5-cm-Haubitzen bestand. Es war ab März im Baltikum im Einsatz und wurde später durch andere Einheiten wie das Hamburger Freikorps Merck und baltendeutsche Kämpfer aufgestockt. Brandis Freikorps gehörte neben der „Eisernen Division“ unter Josef Bischoff und den Freikorps Franz Pfeffer von Salomons, Walter von Medems und des Grafen Eulenburg zu den bedeutendsten deutschen Freiwilligenformationen im Baltikumkrieg. Später schrieb Brandis ein stark beachtetes Erinnerungsbuch über diese Kämpfe. Nach der Rückkehr der Baltikumer nach Deutschland und dem gescheiterten Kapp-Putsch schied Brandis am 31. März 1920 aus dem Militärdienst aus.

### Nach der Rückkehr nach Deutschland
In den 1920er-Jahren bewirtschaftete Brandis mit seiner Frau Johanna Schulz (1895–1989), Tochter eines Gutsbesitzers, ein Hofgut namens Brandishof im Rhinluch bei Ruppin. Der Betrieb wurde 1923 zeitgleich zur Hochzeit gebildet. Die Besitzung war 93 ha groß. 1934 war er am Aufbau des Reichsarbeitsdienstes beteiligt. Trotz seiner weltanschaulichen Verwurzelung im nationalistisch-militanten Spektrum trat er nicht in die NSDAP ein, war aber später Mitglied der gleichgeschalteten Deutschen Adelsgenossenschaft. Am 27. August 1939, dem sogenannten Tannenbergtag, erhielt Brandis den Charakter als Major verliehen. 

### Afrika
Bereits ab 1936 engagierte er sich bei deutschen Siedlern in Ostafrika, wo sein jüngerer Bruder Karl von Brandis (1900–1992) bei Kilulu einen Hof als Pflanzungsleiter führte. Im Jahr 1940 wurde Brandis dort, auf dem Hof des Bruders, von den Engländern verhaftet. Die Familie bewohnte weiterhin Brandishof bei Altfriesack. Die Zeit des Zweiten Weltkriegs verbrachte er bis 1947 in verschiedenen britischen Internierungslagern in Südafrika.
Der Brandishof wurde nach der Enteignung in den 1950er Jahren noch eine Zeitlang als Moorversuchsstation genutzt.

## Familie
Cordt und Johanna von Brandis hatten zwei Töchter und zwei Söhne, die in Wustrau und Neuruppin geboren wurden.

## Schriften

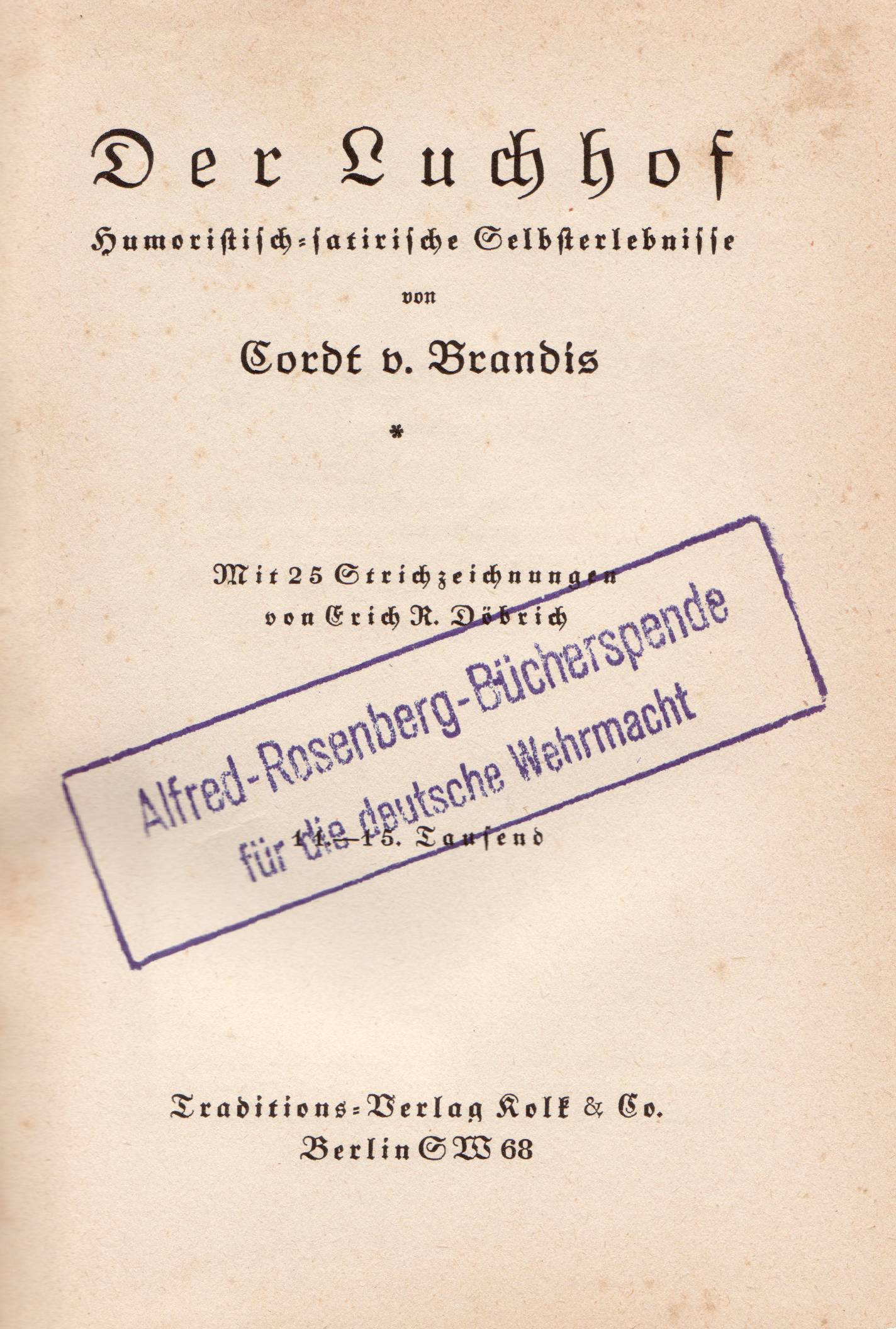
Deckblatt des Luchhof – „…mit 25 Strichzeichnungen von Erich R. Döbrich“

- Die Stürmer vom Douaumont. Traditions-Verlag, Berlin 1934; Scherl, Berlin 1917.
- Der Sturmangriff. Kriegserfahrungen eines Frontoffiziers. Chef des Generalstabes des Feldheeres, 15. September 1917.
- Die vom Douaumont. Das Ruppiner Regiment 24 im Weltkrieg Berlin. Verlag Tradition W. Kolk, 1930.
- Von Läusen, Kohldampf und Etappenhengsten. Traditions-Verlag Kolk, Berlin 1932.
- Der Kriegsstarke. Ernstes und Heiteres aus Krieg und Frieden. Verlag Tradition Wilhelm Kolk, Berlin 1932.
- Der Luchhof. Kolk & Co., Berlin 1934.
- Baltikumer. Schicksal eines Freikorps. Traditions-Verlag Kolk & Co, Berlin (1939).
- Afrika … heute! Mit den Augen des Siedlers und Soldaten gesehen. Traditions-Verlag Kolk & Co., Berlin 1939.
- Vor uns der Douaumont. Druffel 1966.